# Tupambaé
Tupambaé es una localidad uruguaya del departamento de Cerro Largo, y es sede del municipio homónimo.

## Ubicación
La localidad se encuentra situada en la zona sudoeste del departamento de Cerro Largo, sobre la cuchilla Grande, y sobre la ruta 7 en su km 304 a 100 km de Melo capital del departamento.
El cerro Tupambaé se encuentra a unos 200 kilómetros al sur en el departamento y no guarda relación alguna con el pueblo.

## Historia
Fue fundada en el siglo XIX y adquirió su categoría de pueblo por ley 7984 del 19 de agosto de 1926.

Fue célebre la Batalla de Tupambaé desarrollada en sus inmediaciones en el año 1904 entre blancos y colorados durante la guerra civil desarrollada en territorio uruguayo, liderada por Aparicio Saravia, (caudillo blanco) que se sublevó contra el gobierno presidido por José Batlle y Ordóñez (colorado).

## Día festivo de Tupambaé
23 de octubre de 2022 ¡felices 96 años pueblo TUPAMBAE!
El  23 de octubre de 1926, había una gran fiesta popular, en aquel pueblo que pocas décadas antes había sido testigo de la cruel batalla de la guerra civil de 1904. Fue  la más sangrienta de la guerra civil, junto con la batalla de Masoller, se peleó el 22 y el 23 de junio de 1904; a ambos bandos se les agotaron las municiones. Pero este día de 1926 era de fiesta. Carreras de pingos, acordeones y guitarras, payadores y oratorias festivas celebrando el nacimiento oficial como pueblo, de aquellas viviendas habitadas  en el pleno lomo de la Cuchilla Grande… a 70 km de Melo rumbo  a Montevideo, pero  15 km antes de SANTA Clara de Olimar. Hoy las une la ruta 7 pero todo el siglo 20 estuvieron unidas por el tren.  En medio de la fiesta  se les entregó a los jefes de familia de la época, una medalla que de un lado dice DECLARATORIA DE PUEBLO TUPAMBAE…23 DE OCTUBRE DE 1926 y en el reverso tiene el escudo nacional. Desde ese momento ya se verán como dos núcleos de viviendas van creciendo  complementados, el  que sigue la ruta 7 que serpentea por dentro del pueblo y los que se ubican en los alrededores de la plaza. Cuando se le reconoce PUEBLO ya había comercios de ramos generales, farmacia, panadería  y hasta un club deportivo fundado en 1919. En este día saludamos a todos los antiguos vecinos y vecinas que han dado  vida a una de las localidades más originales en cultura y formas de ser del departamento de Cerro Largo. HOY ES SEDE del municipio de TUPAMBAE y si ha cambiado mucho en muchas cosas, la pasión por los PINGOS y por el baile y las fiestas no ha cambiado. El Centro Unión Obrero de TUPAMBE hace casi 30 años que organiza su célebre raid BATALLA DE TUPAMBAE, uno de los más famosos del país  y el otro club,   El Club ASOCIACION TUPAMBAE tiene su raid que está llegando a sus 25 ediciones. Tupambaé es palabra guaraní. Significa “Tierra de Dios” . El pueblo de Tupambaé está celebrando, hoy 23 de octubre, sus 96 años de vida. Salud pueblo de mi  padre y mis tíos, donde vivieron muchos años mis abuelos!
Nota- Mis abuelos, don Fernando Sánchez Estavillo y Dora Sala Garat- propietarios de la panadería La Unión- Local que a fines del siglo XX fue de Gloria Ruiz. Actual panadería Marybialex, en RUTA 7, en la misma cuadra del Club Asociación Tupambaé.
Nacieron allí desde la segunda década del 1900, Jorge, María de Lourdes “Marita”,  Fernando “Bebe”,  Roberto-  “Tito” y mi padre Florencio-                   “Pochocho”.
Épocas del comercio fuerte de Luciano Navarrete, de la farmacia de la familia Díaz, donde nació José Enrique Díaz Chávez, quien fue un político de gran trayectoria y que nació, como mi padre, en 1932. Nuestra familia dejó Tupambaé en la década de 1940. Tupambaé de la escuela 9, de la familia y comercio de los Minarrieta, de Los Lucas y los Marín. Siempre nombrados por mis mayores. Tupambaé de dos personas especiales, seguidoras de Cristo cada una por  más de 90 años…  Madre Lorenza (Lucas de apellido) que murió con más de 90 años de servicio en las Hermanas Franciscanas del Verbo Encarnado y el padre Felipe Navarrete Salgado que murió con 93 años siendo sacerdote Jesuita y habiendo servido a la orden en diferentes lugares del país, en EE. UU. y en Cuba.

## Economía
La ocupación está generada por las pequeñas actividades comerciales propias del medio,  algunos empleos públicos, la actividad rural en la forestación y estancias circundantes. Es una zona en donde sus principales rubros son la ganadería y la forestación.

## Toponimia guaraní
Tupambaé, proviene del vocablo guaraní formado por Tupá = "trueno, Ser Supremo" y mbaé = "perteneciente a", se traduce como “cosa que pertenece a Dios”, "propiedad de Dios" o en un sentido más amplio ”lugar donde habita Dios”.

## Población
Según el censo del año 2011 la localidad contaba con una población de 1122 habitantes.
| 1073          | 1125 | 1035 | 974 | 1169 | 1122 |
| (Fuente: INE) |      |      |     |      |      |

## Educación

### Liceo Rural de Tupambaé
Ubicado en el kilómetro 304 de la ruta 7; esquina calle Piedra.
Institución que comienza sus cursos en 2013; fue inaugurado oficialmente el 19 de octubre de 2014. Cuenta con la oferta educativa de ciclo básico completo y primer año de bachillerato.